# 아이데틱
아이데틱(영어: Eidetic Marketing)은 북미 기반의 글로벌 마케팅 컨설턴시다. 미국 LA에 본사가 있으며, 중국 법인은 상하이, 한국 법인은 서울시 강남구 역삼동에 위치해 있다. 전 세계 브랜드들의 해외마케팅 컨설팅 및 전략을 기획하고 BTL, 브랜딩, 디지털 마케팅, PR 등 통합 마케팅 서비스를 제공한다.

## 연혁
미국을 대표하는 글로벌 마케팅 에이전시 Sparks(스팍스) 출신의 Ashley S. Jung (애슐리 정)이 2011년 10월 LA에 아이데틱마케팅을 설립했다. 이어, 첫 해외지사로 2013년 2월 한국 법인, 디센크리에이티브(주)를 설립하면서 아시아권 브랜드들의 북미 진출을 위한 브릿지 역할로 사업영역을 확장하였다. 해당 5월, (주)아이데틱코리아로 법인명을 변경하면서 현재까지 ‘아이데틱’으로 불리고 있다.
2016년 1월, 상하이에 아이데틱차이나 법인을 세우면서 꾸준히 매출 성장을 유지하고 있으며, 2019년, 2020년에는 세계적으로 권위가 높은 글로벌 디자인 어워드 iF, RED DOT, IDEA를 다수 석권하며 크리에이티브 우수성을 입증했다.
2023년, 애슐리 정 대표는 서울 역삼동에 부동산 자산을 취득하면서 2024년 아이데틱코리아는 역삼동으로 사옥을 이전하였다.
아이데틱에는 해외 커리어 중심의 마케팅 기획자 및 공간 디자이너, 브랜딩 전문가들이 활동하고 있으며, 13년간 100개 이상의 해외전시와 이벤트를 수행하면서 글로벌 브랜드 체험 마케팅 탑티어 에이전시로서 위상을 유지하고 있다.

## 주요 사업
글로벌 기업들의 온・오프라인 마케팅을 전담하여 해외 진출 전략 부터 글로벌 이벤트, 프로모션, 캠페인 기획, 운영 등 통합 마케팅 솔루션을 제공한다.

### 게임 마케팅
2014년 텐센트 본사의 해외마케팅 연대행을 수주하면서 서울, LA, 도쿄 지역의 글로벌 로드쇼를 총괄했다. 이어, 한국 최대 게임쇼인 지스타(G-Star)에서 텐센트, 넷이즈  등 7개 게임사의 마케팅 파트너사로 선정되었으며, 매년 최대 규모로 참가하는 게임사들의 지스타 마케팅을 총괄하고 있다.
2017년 스마일게이트가 WCG(World Cyber Games) 브랜드를 인수하면서 2019년 중국 시안에서 열린 WCG 글로벌 e스포츠 대회 기획과 운영을 아이데틱이 전담하였으며, WCG 2019는 111개국 4만 명의 선수와 12만 명의 관람객이 참여한 이벤트였다. 이 외에도 8개국 9개 도시에 개최한 컴투스의 e스포츠 대회를 총괄하며 게임마케팅 사업 성장과 동시에 이벤트 역량을 보여주었다.

### 서브컬처게임 마케팅
2021년 시프트업의 승리의 여신:니케 게임 런칭을 위한 지스타 전시마케팅을 총괄하면서, 2022년 플린트의 ‘별이되어라2’ 지스타 런칭 이벤트, 2023년 웹젠의 서브컬처 IP 신작 마케팅을 위한 지스타 총괄 등 서브컬처 게임에 최적화된 마케팅 솔루션으로 게임마케팅 1인자로 등극했다.
2024년, 북미의 대표적인 서브컬처 게임쇼인 LA 애니메 엑스포(Anime Expo)에 승리의 여신: 니케게임이 출전하였으며, 아이데틱이 기획과 운영을 맡았다. 아이데틱은 인게임 여름 이벤트와 연계하여 전시를 기획하였으며, 시각적으로 강렬한 디자인과 유저 체험 요소를 배치하여, 소셜 미디어 확산으로 브랜드 인지도를 극대화 하였다. 니케 부스는 오픈한지 9분 만에 데모 예약이 마감되며 큰 성공을 거두었다.
웹젠의 서브컬처 게임 신작, 테르비스(Terbis)의 일본 코믹 마켓(Comiket) 여름, 겨울 이벤트를 전담 수행하였으며, 11월 벡스코에서 열린 지스타 게임쇼와 12월 AGF(Anime Game Festival)를 총괄하였다. ‘테르비스’는 압도적인 애니메이션 영상과 고퀄리티 코스플레이어로 게임쇼에서 많은 주목을 받았다.
아이데틱은 AGF 2024 애니메 게임 엑스포에서 시프트업의 승리의 여신: 니케 ‘카니발’ 컨셉의 부스를 기획하여, 다채로운 이벤트와 무대프로그램을 통해 유저들의 인기를 받으며 화제의 중심에 섰다.

### 모빌리티 마케팅
2023년 BMW 본사의 마케팅 파트너로 계약하며 인포테인먼트 플랫폼 홍보를 위한 GDC(게임 개발자 컨퍼런스), 게임스컴 등 오프라인 마케팅을 실행하였다. 아이데틱은 자동차 기업들이 기술과 연결성을 지향하는 모빌리티 기업으로 전환하기 위한 브랜딩 파트너사로 니오, 지리자동차, 현대자동차 등 마케팅을 성공적으로 수행한 바 있다.
8년 이상 볼보의 전기차 브랜드인 링크앤코(Lynk&Co)의 신차 런칭 이벤트를 진행해오고 있으며, 우링(Wuling)의 상하이 모터쇼 전시마케팅 등 전기차 브랜드 마케팅 강자로 떠오르고 있다.

### IT 및 가전 마케팅
2017년부터 2년 연속 삼성 파운드리의 글로벌 마케팅 파트너사로 선정되었고, 2020년에는 삼성 DS의 CES 전시회를 총괄, 2023년 삼성 LSI Tech Day, DS OCP, Memory Tech Day 등 오프라인 행사를 전담하였다. 2024 GTC, MEMCOM 등 삼성반도체의 북미 마케팅을 총괄하고 있다.
2023년 CES에 참가하는 포스코 홀딩스의 전시를 수행하였으며, CES 전시 외에도 행사 기간에 라스베이거스에서 진행되는 오프라인 이벤트를 다수 실행하며 해외 마케팅을 지원, 한국 기업들의 글로벌 성장에 기여하고 있다.
2024년 9월, 아이데틱은 중국을 대표하는 가전 브랜드 Midea(메이디)의 IFA 마스터 에이전시로 선정되어 전시마케팅을 수행하였다. 9월 6일부터 독일 베를린에서 열리는 IFA는 미국 CES, 스페인 MWC와 함께 글로벌 3대 IT 전시회로 불릴만큼 위상이 높은 행사다. 2024 IFA에서 메이디는 5.1 Hall 전관을 사용하며 2,565㎡(284개) 규모의 최대 부스로 참가하였다.
로봇청소기 시장 점유율 1위 브랜드인 로보락(Roborock)의 2025 CES, AWE 등 국제 가전박람회와 홍보영상 제작을 전담하며, 다양한 2025 글로벌 캠페인을 전개하고 있다.

### 브랜딩
아이데틱은 신규 브랜드 개발 및 리뉴얼 등 소비자들의 기억에 남는 경험을 위한 브랜드 컨설팅 서비스를 제공한다. 아이데틱만의 방법론을 통해 브랜드 아이덴티티를 수립하여 브랜드 버벌, 에센스, 가이드라인을 도출하여 브랜드에 생명력을 부여하는 사업을 맡고 있다.
글로벌 브랜딩 사업의 일환으로 2022년 부터 EA 미국 본사에서 제작되는 EA Sports FC 온라인 게임의 Localization(현지화) 역할을 수행하고 있다. EA Sports FC 온라인의 가이드라인, Key Art Animation, Design Tool kit 개발 등 현재까지 EA 스포츠 IP 브랜딩을 전담한다.
아이데틱은 일본의 대형 엔터사 ‘에이벡스’의 레이블 ‘XGALX’ 브랜딩을 시작으로, 첫번째 소속 걸그룹인 ‘XG’의 브랜드 아이덴티티를 구축하였다. XG 그룹 멤버 개개인의 컨셉과 세계관 정립, 뮤직비디오까지 총괄 프로듀싱하였다. 대중문화에서 차별적인 브랜드를 개발하고 팬들에게 가치관을 공유하는 브랜딩 역량을 보유하고 있다.
2025년, 한국의 신규 엔터테인먼트사 ‘레토피아살롱(RETOPIA SALON)’의 브랜딩을 총괄하였다. 레토피아살롱은 BTS를 성공으로 이끈 하이브 출신 핵심 멤버 3인이 설립한 회사이다. 레토피아살롱의 아이덴티티 구축, BI 개발, 어플리케이션 제작, 사옥 공간 브랜딩까지 포괄적인 브랜드 경험을 설계하였다.
아이데틱은 자체 글로벌 브랜딩팀 보유로 마케팅, 브랜드 개발 등 높은 퀄리티의 브랜드 철학과 메시지를 감각적으로 구현하는 강점을 보유하고 있다. 글로벌 네트워크와 인프라를 활용하여 B2C, B2B 기업이 해외 진출 시, 브랜드 경험을 극대화하기 위한 전략을 세우고 기획부터 실행까지 통합 마케팅을 전담하여 파트너사들과 관계를 공고히 하고 있다.

## 주요 수상 경력
- 2024년 Asia Design Prize 금상[12]
- 2023년 Good Design Award 브랜드 아이덴티티 부문 본상
- 2022년

Red Dot Design Award 브랜드커뮤니케이션 본상 Asia Design Prize 본상 A’ Design Award and Competition 부문 동상
- 2021년 대한민국 디자인 대상 장관 표창[14] iF Award CI부문 수상[15]
- 2020년 Red Dot Design Award, Event Poster Winner Red Dot Design Award, Corporate Identity Renewal Winner Ex-Award, Best eSports Activation 은상[16] Good Design Award 브랜드 아이덴티티 부문 본상 Korea Design Award 수상
- 2019년 Eventex, Asian Event 금상 Eventex, eSports 동상 Spark Award Experience 은상 Spark Award Trophy Finalist A’ Design Award Prize and Competitions Design 부문 은상[17] A’ Design Award Event and Happening Design Award 부문 금상[18] IBDA(부산국제디자인어워드) 커뮤니케이션 디자인 부문 본상

## 기업 비전
We build the moment.
브랜드를 마주하는 순간, 기억에 남는 경험을 만듭니다.